# Religio Medici
Religio Medici (La Religion d'un médecin) est un ouvrage qui a fait connaître son auteur, Sir Thomas Browne, publié en 1643 après avoir été imprimé l'année précédente à l'insu de l'auteur. Cet essai, qui tient du testament spirituel d'un médecin et de l'autobiographie d'un philosophe, connut un grand succès en Europe et demeure l'un des classiques de la littérature britannique. Il a été traduit en plusieurs langues, dont le latin dès 1644, puis le français (par Nicolas Lefèvre en 1668), l'allemand (par le père de Johann Kaspar Lavater en 1746) et le flamand.

## Publication
Browne écrit ce volume en 1635, sans intention de le publier. Le manuscrit circule parmi ses proches, jusqu'à ce que, en 1642, il reçoive en hommage un des exemplaires imprimés sans son consentement. Les erreurs qu'il y trouve le font se charger lui-même, à contrecœur, de le faire éditer.

## Thèmes
Structuré par les trois vertus théologales du christianisme, la foi, l'espérance (première partie) et la charité (seconde partie), l'ouvrage exprime l'adhésion de l'auteur à la doctrine de la Sola fide, de l'enfer, du Jugement dernier, de la Résurrection et des autres fondements du protestantisme.
À l'aide d'exemples tirés de sa pratique, l'auteur expose son éthique de médecin et cherche à illustrer les vérités de la religion, qu'il veut réconcilier avec la science. Le monde revêt pour lui une apparence magnifique et mystérieuse qui maintient sa curiosité. Il va jusqu'à s'émerveiller des réalités les plus modestes, tout comme il ressent de l'amitié envers toutes les créatures — à l'exception du diable.
Ce faisant, Browne se défend de toute forme d'agnosticisme, mais sa conception de l'anglicanisme est si tolérante qu'il se dit prêt à accepter n'importe quelle religion, fût-ce la « papiste ». L'Église catholique croit d'ailleurs dans un premier temps que le livre est l'œuvre de l'un de ses fidèles. Elle le mettra ensuite à l'Index en 1646, ce qui ne nuira pas à sa carrière, bien au contraire : tout au long du XVIIe siècle, les traductions se multiplieront à partir de l'édition en latin.

## Texte
- Text of Religio Medici — Texte des éditions de 1643 et 1645
  - La Religion d'un médecin, Stock, 1947.

- Extraits de la Religio Medici dans le Journal of General Internal Medicine

## Réception et influence
Guy Patin, contemporain de Browne et médecin comme lui, évoque le caractère inhabituel de ce texte à la fois subtil et mystique :
« 
Il est arrivé ici d'Hollande un petit Livre nouveau intitulé Religio Medici, fait par un Anglois, & traduit en Latin par quelque Hollandois : C'est un livre tout gentil & curieux ; mais fort délicat & tout mystique : l'Autheur ne manque pas d'esprit, vous y verrez détranges [sic] & ravissantes pensées : Il n'y a encore guéres de Livres de cette sorte.
 »
John Dryden se réfère à l'ouvrage de Browne en intitulant Religio Laici l'un de ses poèmes majeurs. Dans son Journal, Samuel Pepys signale que la Religio Medici est universellement réputée pour ses qualités.
Samuel Johnson loue l'excellence de l'ouvrage, puis les romantiques anglais le découvrent à leur tour : Charles Lamb le fait connaître à Samuel Taylor Coleridge, qui se montre enthousiaste.
Thomas de Quincey, dans ses Confessions d'un mangeur d'opium anglais (1822), en fait l'éloge, notamment pour un passage concernant les effets de la musique, passage qu'il juge à la fois « remarquable », « sublime » et d'un grand intérêt philosophique.
William Osler, fortement influencé par le livre, passe pour l'avoir appris par cœur. 
À l'instar de Dryden, John Cowper Powys se réfère à l'ouvrage en intitulant l'un de ses essais The Religion of a Sceptic (1925).
Selon Virginia Woolf, la Religio Medici ouvre la voie à la littérature autobiographique, aux mémoires et aux confessions.
Carl Gustav Jung emploie à plusieurs reprises l'expression Religio Medici dans ses écrits.

### Liste bibliographique
- (en) Liste bibliographique, site des National Institutes of Health